# Конституционный референдум в Сьерра-Леоне (1991)
Конституционный референдум в Сьерра-Леоне проходил в августе 1991 года. Голосование проводилось в течение четырёх дней: 23, 26, 28 и 30 августа. Новая Конституция возвращала в национальную политику многопартийную систему, которая ранее была однопартийной после референдума 1978 года.
В голосовании приняло участие около 2,5 млн избирателей, явка составила около 75%. Новая Конституция была одобрена 80% голосов и вступила в силу 1 октября 1991 года. Предыдущая Конституция была отменена. Выборы на многопартийной основе прошли в 1996 году.